# مرج (لبنان)
مرج (به عربی: المرج) یک منطقهٔ مسکونی در لبنان است که در استان بقاع واقع شده‌است. مرج ۸۱۰ متر بالاتر از سطح دریا واقع شده‌است.